# Gamanthus gamocarpus
Gamanthus gamocarpus là loài thực vật có hoa thuộc họ Dền. Loài này được (Moq.) Bunge mô tả khoa học đầu tiên năm 1862.